# Вулиця Ґренджі-Донського
Ву́лиця Ґренджі-Донського — вулиця у Солом'янському районі міста Києва, селище Жуляни. Пролягає від Кутової вулиці до вулиці Сергія Висоцького (згідно довідника «Вулиці Києва» 2015 року — до безіменного проїзду до Кутової вулиці).

## Історія
Виникла у 2010-х роках, мала назву Пшенична. 
Сучасна назва на честь українського письменника та громадського діяча Василя Ґренджі-Донського — з 2019 року.